# ميخائيل ديفيس (مجدف)
ميخائيل ديفيس (بالإنجليزية: Michael Davis)‏ هو مجدف بريطاني، ولد في 24 يونيو 1940 في أروندل في المملكة المتحدة.

## وصلات خارجية
- ميخائيل ديفيس على موقع الاتحاد الدولي للتجديف (الإنجليزية)
- ميخائيل ديفيس على موقع أوليمبيديا (الإنجليزية)